# DISC1
DISC1 (engleski: disrupted in schizophrenia 1) protein je kodiran DISC1 genom smještenim na kromosomu 1. DISC1 eksprimiran je u mozgu gdje je uključen u brojne biokemijske procese, uključujući umnožavanje i migraciju neurona, regulaciju signalnih putova, a nužan je za pravilan razvoj mozga. DISC1 otkriven je u škotskoj obitelji s velikim brojem ozbiljnih psihijatrijskih bolesti. Brojne studije ukazuju na povezanost mutacija u DISC1 proteinu sa mentalnim poremećajima kao što su shizofrenija, bipolarni poremećaj, depresija i poremećaji iz spektra autizma.

## Povijest
Godine 1970., tijekom citogenetskog istraživanja na grupi maloljetih prijestupnika iz Škotske, skupina znastvenika sa sveučilišta u Edinburugu je kod 18-godišnjeg dječaka pronašla naizgled uravnoteženu translokaciju između kromosoma 1 i kromosoma 11. Dječaj je bio normalnog fizičkog izgleda, no pokazivao je karakteristike psihološkog poremećaja. Daljnjom citogenetskom analizom dječakovih srodnika udvrđeno je da većina nosi istu translokaciju.
Daljnja istraživanja na škotskoj obitelji pokazala su da 34 od 77 članova obitelji nosi istu translokaciju t(1:11) (q43, q21). Sukladno tome uočene su i psihijatrijske bolesti u obitelji u rasponu od shizofrenije i depresije do bipolarnog poremećaja koji je imao i izvorni subjekt istraživanja. Nakon 30 godina proučavanja škotske obitelji, 2000. godine gen na kromosomu 1 je prvi put povezan s nastankom mentalnih bolesti i nazvan DISC1 gen, a ime je izvedeno od translokacije t(1:11) koja direktno utječe na DISC1 gen (engl. Disrupted in schizophrenia 1).

## Struktura DISC1 proteina
DISC 1 protein je kodiran DISC1 genom koji se nalazi na kromosomu 1 q42.1. Predviđa se da se sekvenca DISC1 proteina sastoji od 2 regije: N-terminalne domena koja je neuređena i obuhvaća aminokiselinske ostatke ~1-350 i C-terminalne domena koja se većim dijelom sastoji od alfa-heliksa i obuhvaća aminokiselinske ostatke ~350-854. N-terminalna domena sadrži nuklearni lokalizacijski signal, regiju bogatu serinom i fenilalaninom te fosforilacijska mjesta, dok C-terminalna domena sadrži mjesto prijeloma kod aminokiseline 597 te fosforilacijska mjesta. Trenutno nije poznata 3D struktura DISC1 proteina, ali novija istraživanja su u svrhu bolje karakterizacije strukture DISC1 proteina identificirala 4 nove regije savijanja proteina. Regije su nazvane D, I ,S i  C na aminokiselinama 257-383, 539-655, 635-738 i 691-836. D regija se nalazi u N-terminalnoj domeni, a ostale regije su smještene u C-treminalnoj domeni. Od 4 regije tri su bitne za ologomerizaciju proteina te je utvrđeno da se translokacijom gube 3 regije nakon 597 aminokiseline što je izravno povezano s ozbiljnim mentalnim bolestima.

## Fiziološka funkcija proteina
DISC1 protein ključan je za pravilno formiranje i rad mozga. DISC1 međudjeluje sa brojnim proteinima pri čemu direktno i indirektno sudjeluje u proliferaciji i migraciji neurona, regulacije signalnih putova, održavanje sinapsi i drugim fiziološkim procesima.

## Scaffold protein
Disrupted in schizophrenia 1 (DISC1) jest scaffold protein. Scaffold proteini smješteni su nizvodno od staničnog receptora te vežu najmanje dvije druge molekule uključene u transdukciju signala. Scaffold proteini poboljšavaju specifičnost i učinkovitost signalne kaskade.
DISC1 veže se za više od 200 drugih molekula i sudjeluje u brojnim biokemijskim procesima u stanici. Između ostalog, DISC1 sudjeluje u dopaminskoj signalizaciji zbog čega se mutacije ovog proteina povezuju sa brojnim psihijatrijskim poremećajima uključujući shizofreniju, bipolarni poremećaj, depresiju i autizam.

## Lokacija proteina
DISC1 protein je rasprostranjen po čitavoj stanici, a najzastupljeniji je u citoplazmi stanice, ali se također nalazi u živčanim stanicama, sinapsama, centrosomima i mitohondrijima gdje obavlja različite funkcije. DISC1 eksprimiran je u neuronima, astrocitima, oligodendrocitima, mikrogliji i radijalnim progenitorima.

## Uloga u ranom razvoju mozga
DISC1 protein igra ključnu ulogu u pravilnom razvoju mozga. Studija na miševima pokazala je da elektroporacijom shRNA koja blokira DISC1 u 13. danu embrionalnog razvoja rezultira smanjenim brojem neurona u ventrikularnoj i subventrikularnoj zoni zbog toga što dolazi do izlaska iz staničnog ciklusa i, posljedično, preuranjenog sazrijevanja neurona. DISC1 stupa u interakcije sa proteinima koji međudjeluju sa mikrotubulima, staničnim organelima krucijalnim u diobi i migraciji stanica, a ujedno sam interagira sa mikrotubulima te na taj način posreduje proliferaciju progenitora i migraciju postmitotičkih neurona. 

## Uloga u dopaminskoj signalizaciji
Pokazalo se da jedinke koje imaju mutaciju na DISC1 genu imaju razne poremećaje u dopaminskoj signalizaciji. Tehnikama pozitronske emisijske tomografije  i real-time PCR-a kojim je praćena ekspresija DISC1 proteina, pokazano je da mutacija u DISC1 uzrokuje pojačanu aktivnost dopaminskih 2 receptora te pojačanu ekspresiju istih. Pacijenti oboljeli od shizofrenije ili modelni organizmi s mutacijom na DISC1 pokazuju veću osjetljivost na metamfetamin, odnosno nakon administracije metamfetamina u međustaničnu tekućinu luči se više dopamina nego u jedinki sa zdravom varijantom gena. Ovo je i dokazano tehnikom in vivo mikrodijalize. Nakon administracije metamfetamina jedinkama sa mutacijom na DISC1 zabilježna je značajno veća koncentracija dopamina u odnosu na kontrolnu skupinu. Mutacije na DISC1 utječu i na bazalnu razinu dopamina. Bazalna razina dopamina manja je u jedinki s mutiranim genom, dok je ekspresija dopaminskog receptora 1 veća nego u kontrolne skupine.

## Povezanost sa rizikom od razvoja mentalnih bolesti
Točan mehanizam nastanka mentalnih bolesti poput shizofrenije nije poznat. Iako brojne studije ukazuju na poveznicu između pojačanog rizika od razvoja shizofrenije i mutacije na DISC1 genu, još uvijek ne postoje dokazi koji bi čvrsto potkrijepili tu hipotezu. Fenotipovi povezani sa depresijom i shizofrenijom primijećeni su u bihevioralnim analizama na miševima sa disfunkcijom DISC1. Studije na in vitro neuronima pokazale su da blokiranje funkcije DISC1 onemogućuje pravilan rast i razvoj neurita što upućuje na neophodnost funkcionalnog DISC1 proteina za pravilan razvoj i funkciju mozga. 

## DISC1 i simptomi shizofrenije
Pokazalo se da su simptomi shizofrenije direktno povezani sa dopaminskim signaliziranjem. Da postoji poveznica između shizofrenije i dopaminskog signaliziranja pretpostavilo se kada su antipsihotici administrirani zdravim osobama koje tada počinju pokazivati psihotične simptome. Simptome shizofrenije možemo podijeliti na pozitivne i negativne. U pozitivne simptome ubrajamo halucinacije, deluzije, repetitivne pokrete i paranoju, dok u negativne simptome ubrajamo anhedoniju, poremećaje pažnje i koncentracije, antisocijalno ponašanje, alogiju i pad motivacije. Pozitivni se simptomi javljaju uslijed hiperstimulacije dopaminskih 2 receptora, a negativni se simptomi javljaju zbog hipostimulacije dopaminskih 1 receptora.